# (16371) 1981 DQ3
A (16371) 1981 DQ3 a Naprendszer kisbolygóövében található aszteroida. Schelte J. Bus fedezte fel 1981. február 28-án.